# Caloptilia heringi
Caloptilia heringi là một loài bướm đêm thuộc họ Gracillariidae. Nó được tìm thấy ở Nhật Bản (Hokkaidō) và vùng Viễn Đông Nga.
Sải cánh dài 11.5–13 mm.
Ấu trùng ăn Acer mono. Chúng có thể ăn lá nơi chúng làm tổ.

## Etymology
The name of the species is dedicated to Prof. Dr. E. M. Hering of Berlin, leading authority of the leaf-mining insects.